# فهرست شهرهای ایران بر پایه دما

## فهرست شهرهای ایرانبر پایه میانگین دما
| رتبه | شهر      | دما (سانتیگراد) |
| ---- | -------- | --------------- |
| ۱    | اردبیل   | ۸.۵             |
| ۲    | شهرکرد   | ۱۰              |
| ۳    | همدان    | ۱۱              |
| ۴    | زنجان    | ۱۱.۵            |
| ۵    | قزوین    | ۱۲              |
| ۶    | تبریز    | ۱۲              |
| ۷    | ارومیه   | ۱۲              |
| ۸    | بجنورد   | ۱۳              |
| ۹    | اراک     | ۱۳٫۵            |
| ۱۰   | سنندج    | ۱۴              |
| ۱۱   | کرمانشاه | ۱۴              |
| ۱۲   | کرمان    | ۱۴              |
| ۱۳   | مشهد     | ۱۴              |
| ۱۴   | ایلام    | ۱۴٫۵            |
| ۱۵   | رشت      | ۱۴٫۷            |
| ۱۶   | یاسوج    | ۱۵٫۲            |
| ۱۷   | اصفهان   | ۱۶              |
| ۱۸   | گرگان    | ۱۷              |
| ۱۹   | کرج      | ۱۷              |
| ۲۰   | خرم آباد | ۱۷              |
| ۲۱   | سمنان    | ۱۷              |
| ۲۲   | تهران    | ۱۷              |
| ۲۳   | ساری     | ۱۷٫۹            |
| ۲۴   | بیرجند   | ۱۸              |
| ۲۵   | قم       | ۱۸              |
| ۲۶   | شیراز    | ۱۸              |
| ۲۷   | یزد      | ۱۸٫۹            |
| ۲۸   | زاهدان   | ۲۰              |
| ۲۹   | اهواز    | ۲۵              |
| ۳۰   | بوشهر    | ۲۵              |
| ۳۱   | بندرعباس | ۲۷              |